# My Mother the Zombie
|  | Denne artikel er oprettet af botten PalnaBot ud fra en ekstern database. Den kan derfor have sproglige fejl eller mangler. Denne skabelon kan fjernes efter kontrol af indholdet. |

My Mother the Zombie er en kortfilm instrueret af Benjamin Frylund Otzen efter manuskript af Asmus Birch.